# Blue Jam
『Blue Jam』（ブルー・ジャム）は、日本の歌手BONNIE PINKのデビュー・アルバムである。1995年9月21日発売。（再発売のHQCD盤、LP盤は2016年9月7日。LP盤の再発売は2022年11月3日。）発売元はポニーキャニオン。CDコードはPCCA-00799。（HQCD盤PCCA-50250、LP盤PCJA-00060、再販LP盤PCJA-00106）

## 概要
- プロデューサーにKING COBRAの井出靖を迎え、制作された。
- CDジャケット撮影時に「Bonnie Pink」と名付けた為、作詞・作曲のクレジットは本名の浅田香織名義のままになっている。
- 2016年にデビュー20周年を記念してリマスターされ、再発売された。

## 収録曲
全作詞・作曲：浅田香織
1. Scarecrow （4:21）
（編曲：井上富雄）
2. Curious Baby （4:48）
（編曲：井上富雄）
3. キャンディ2つの散歩 （4:32）
（編曲：キハラ龍太郎）
4. 背中 （3:52）
（編曲：松田文）
5. Freak （5:23）
（編曲：シュガー吉永、大野由美子）
6. Too Young To Stop Loving （4:44）
（編曲：荏開津広、松岡徹）
7. Maze Of Love （7:19）
（編曲：井上富雄）
8. オレンジ （5:52）
（編曲：井上富雄）
  - デビュー・シングル。